# Afridonus gemellus
Afridonus gemellus är en insektsart som beskrevs av Nielson 1983. Afridonus gemellus ingår i släktet Afridonus och familjen dvärgstritar. Inga underarter finns listade i Catalogue of Life.